# 八于乡
八于乡，是中华人民共和国河北省保定市容城县下辖的一个乡镇级行政单位。

## 行政区划
八于乡下辖以下地区：
南八于村、薛庄村、西张庄村、李庄村、朱庄村、东河村、西河村、南河照村、北河照村、大张堡村、龚庄村、东陈阳庄村、西陈阳庄村、南陈阳庄村、北陈阳庄村、西堑村、小南头村、大南头村、南张堡村和大八于村。